# ISO/IEC 15489
La norma ISO/IEC 15489 parte 1 y parte 2, fue creada por la Organización Internacional de Normalización-ISO en Ottawa, Canadá, en el mes de septiembre de 2000. Esta norma, hecha a partir de la Australiana AS 4390 (Record Management) sobre gestión de documentos es la primera norma ISO elaborada para la gestión integral de los sistemas archivísticos, los archivos y los documentos de archivo.
La Norma proporciona directrices respecto de la política de gestión documental, explica en forma completa la asignación de responsabilidades que debe definir un organismo en un sistema de gestión documental. Además, resalta la importancia de la supervisión y auditoría, para lo cual presenta aspectos a considerar, como son:
- Responder por el cumplimiento de normas que debe cumplir la organización.
- Considerar que los documentos sean plena prueba.
- Optimizar su rendimiento en la organización.

## Generalidades de la Parte 1 de la Norma
La primera, denominada “generalidades”,define los resultados necesarios que se debe lograr en la gestión de registros, plantea los objetivos principales que deben regular los documentos y formatos, soportes recibidos o creados por cualquier organismo en ejercicio de sus actividades o por cualquier individuo responsable de crear o mantener documentos; ofrece una serie de términos y definiciones relacionados con la gestión documental que aclaran el uso de la misma e impiden otras interpretaciones; indica las responsabilidades de las organizaciones respecto de los documentos y las políticas, procedimientos, sistemas y procesos relacionados con estos documentos; facilita el diseño y la administración de sistemas de gestión documental como apoyo a los sistemas de gestión de calidad, a los sistemas de gestión medioambiental y de seguridad y salud ocupacional; e incluye los beneficios de la gestión documental, los principios que debe atender un sistema de gestión documental; y llama la atención acerca de las características de los documentos, especialmente de autenticidad, fiabilidad, integridad y disponibilidad.
La norma considera, además, aspectos formales de conformidad y cambios en un programa de gestión documental, para lo cual diseña una metodología que debe responder a las necesidades del organismo que la acoge, e incluye los siguientes aspectos:
- Investigación preliminar.
- Análisis de las actividades del negocio.
- Identificación de los requisitos para registros.
- Evaluación de sistemas existentes.
- Identificación de estrategias para satisfacer los requisitos de los registros.
- Diseño e implantación del sistema de registros.
- Implementación de un sistema de registros.
- Revisión posterior a la implantación.

El sistema de gestión documental debe realizar el registro de cada documento del sistema, para luego clasificarlo, asignarle metadatos, números y códigos, definir su almacenamiento y acceso para consulta e incluir su trazabilidad y la disposición final.

## Generalidades de la Parte 2 de la Norma
La segunda parte especifica la metodología para la implementación de la norma La ISO/IEC 15489-1 en todas las organizaciones, respetando la legislación y reglamentación que aplique a nivel nacional.
Presenta un panorama de los procesos y factores a considerar, y productos para el diseño e implementación de un Sistema de Registros de cada uno de los puntos especificados en la parte 1 de la norma.
Además especifica los instrumentos usados en las operaciones de los registros, especificando los siguientes aspectos:
- Instrumentos principales.
- Clasificación de las actividades del negocio, con su respectivo método para desarrollarlo.
- Controles de Vocabulario.
- Tesauros.
- Autoridad para la disposición de registros.
- Programa de clasificación de seguridad y acceso a los registros.
- Almacenamiento de los registros.
- Uso y seguimiento de los registros.
- Implementación de la disposición de los registros.
- Monitoreo y auditoría de los registros.